# Блохин, Павел Николаевич
Павел Николаевич Блохин (10 февраля 1900, Москва — 18 сентября 1966, Москва) — советский архитектор. Член-корреспондент Академии строительства и архитектуры СССР (1957), кандидат архитектуры.

## Биография
Павел Блохин родился 10 февраля 1900 года. В 1927 году окончил Высшие художественно-технические мастерские. В 1932 году вступил в Союз архитекторов СССР. С 1935 года — на преподавательской работе. В 1945 году вступил в КПСС. В 1957 году избран членом-корреспондентом Академии строительства и архитектуры СССР.
Работал в Научно-исследовательском институте массовых сооружений. В конце 1920-х годов совместно с Б. В. Гладковым и А. М. Зальцманом разработал типовой проект комплекса студенческих общежитий. По этому проекту были построены Всехсвятский студенческий городок, Дорогомиловский студенческий городок и студенческий городок Лефортово. В 1937 году в соавторстве с Н. П. Былинкиным и А. М. Зальцманом разработал серии типовых блок-секций для массового жилищного строительства. В первой половине 1940-х годов разрабатывал типовые проекты домов для посёлков и городов. В 1944 году защитил защитил диссертацию на соискание степени кандидата архитектуры на тему «Выбор типа малоэтажного жилого дома». После войны возглавлял Научно-исследовательский институт архитектуры жилищ.
Жил в Москве в доме № 17 по Большому Каретному переулку. В 1952 году получил двухкомнатную квартиру в жилом доме на Котельнической набережной, 15. Умер 18 сентября 1966 года. Прах в колумбарии Новодевичьего кладбища (128 секция, место 13-4).

## Семья
- Первая жена — Надежда Петровна Блохина (урождённая Фуллон; 1900—1975)[9]
  - Дочь — Ирина Павловна Чериковер (урождённая Блохина; 1923—1973), инженер-строитель, жена архитектора М. Л. Чериковера[9]
- Вторая жена — Ольга Сергеевна Блохина (урождённая Соболева; 1905—1967) — служащая[8]
  - Дочь — Алла Павловна Саруханян (1927—2019) — советский и российский филолог[7]
  - Дочь (родилась в 1932 или 1933 году)[7]

## Сочинения
- Типизация жилищ и общественных зданий при планировке населенных мест: Практика работ ССЖМ 1932 г. — Москва; Ленинград: Госстройиздат, 1933.
- Рамно-каркасные конструкции с фибролитовым утеплением РК-33. — Москва; Ленинград: Госстройиздат, 1934.
- Выбор типа малоэтажного жилого дома: диссертация. — Москва, 1944.
- Малоэтажный жилой дом: 20 проектов. — Москва : Изд-во Акад. архитектуры СССР, 1946.
- Архитектурно-планировочные решения малоэтажных жилых домов. — Москва: Госстройиздат, 1957.
- Типы жилых домов для строительства предприятиями с участием трудящихся. — Горький, 1958.
- Жилищное строительство в Скандинавских странах. — Москва: Стройиздат, 1965.